# Miroszowy
Miroszowy – część kolonii Kolonia Gidelska w Polsce, położona w województwie łódzkim, w powiecie pajęczańskim, w gminie Nowa Brzeźnica. 
Wchodzi w skład sołectwa Prusicko.
W latach 1975–1998 Miroszowy administracyjnie należały do województwa częstochowskiego.